# 渡邉光一郎
渡邉 光一郎（わたなべ こういちろう、1953年4月16日 - ）は、日本の実業家。第一生命ホールディングス代表取締役社長、同社代表取締役会長、日本経団連副会長、生命保険協会会長、文部科学省中央教育審議会会長等を歴任。

## 人物
静岡県裾野市須山の須山浅間神社の近くで生まれ育つ。1971年 静岡県立沼津東高等学校卒業。剣道部出身。1976年 東北大学経済学部卒業。同年 第一生命保険入社。
1997年 第一生命保険調査部長を経て、2001年4月 企画・調査本部長兼企画第一部長就任。株式会社化の検討にあたって、ディスクロージャーの推進や海外ＩＲ活動を積極的に展開。
2001年7月 取締役企画・調査本部長兼企画第一部長、2004年 常務執行役員、2007年 取締役常務執行役員。
2010年 第一生命保険代表取締役社長。2010年に相互会社から株式会社に転換し、東京証券取引所に上場したのを機に社長に就任。
2010年 佐藤義雄の後任として生命保険協会会長に就任。2011年 生命保険協会理事。日本経団連審議員会副議長なども歴任。2018年 日本たばこ産業取締役。2019年 文部科学省中央教育審議会会長、日本経団連副会長。2020年 第一生命保険取締役会長、ホテルオークラ取締役。同年日本たばこ産業取締役を退任。人事院公務員研修所顧問なども務めた。2021年、第一生命保険特別調査役による詐欺事件発覚を受け、3カ月間、月額報酬50％の自主返納を発表。2022年日本電信電話取締役。
剣道は二段、空手は三段の腕前。